# Капітан Марвел (DC Comics)
Капітан Марвел (англ. Captain Marvel), також відомий як Шазам (англ. Shazam) — вигаданий супергерой, персонаж коміксів, що публікувалися спочатку видавництвом Fawcett Comics, а потім DC Comics. Створений в 1939 році художником Чарльзом Кларенсом Беком і письменником Біллом Паркером, персонаж вперше з'явився в журналі
Whiz Comics # 2 (лютий 1940 року). Капітан Марвел — альтер-его Біллі Бетсона, мрійливого підлітка, який працює репортером новин на радіо і був обраний добрим чарівником Шазамом для того, щоб стати супергероєм. Всякий раз, коли Біллі вимовляє ім'я чарівника, він виявляється вражений магічною блискавкою, яка перетворює його в дорослого супергероя, наділеного здібностями шести міфологічних фігур. Кілька його друзів і членів сім'ї, більш відомі як «Сім'я Марвел», включаючи Мері Марвел і Капітана Марвела-молодшого, можуть отримувати частину сили Біллі і самі ставати «Марвел».
Проголошений «найсильнішим у світі смертних» в свої пригоди, Капітан Марвел отримав прізвисько «Big Red Cheese» («Великий червоний сир») від суперлиходія Доктора Сива; цей епітет був пізніше прийнятий шанувальниками Капітана Марвела. З продажу коміксів Капітан Марвел був найпопулярнішим супергероєм 1940-х років, так як серія коміксів про нього під назвою Captain Marvel Adventures (укр. Пригоди Капітана Марвела) продавалася в більшій кількості примірників, ніж комікси про Супермена та інших супергероїв в середині 1940-х років . Капітан Марвел був першим супергероєм коміксів, пригоди якого були адаптовані в кіно: у 1941 році Republic Pictures випустила телесеріал «Пригоди Капітана Марвела».
Fawcett Comics припинила публікацію коміксів про персонажа в 1953 році — почасти через суперечку про порушення авторських прав на костюм героя з DC Comics, яка стверджувала, що Капітан Марвел був незаконним використанням рис образу Супермена. У 1972 році DC ліцензувала персонажів Сім'ї Марвел і повернула їх у світ коміксів у своїх публікаціях, остаточно придбавши всі права на персонажів в 1991 році. DC з тих пір впровадили Капітана Марвела і Сім'ю Марвел в у свій всесвіт DC і намагалася кілька разів відродити популярність героя. Однак Капітан Марвел НЕ придбав велику популярність у нових поколінь, хоча в 1970-х про персонажа виходив нараховує три сезони телевізійний серіал Shazam! на CBS.
Оскільки Marvel Comics зареєстрували торгову марку свого  Капітана Марвела в проміжку між випусками історій про Капітана Марвела Fawcett і DC, DC Comics не могла використовувати на ринку Капітана Марвела і Сім'ю Марвел під цим ім'ям. З 1972 року DC замість цього використовувала товарний знак Shazam! як назва їх коміксів про цього героя і, таким чином, під цією ж назвою героя просували на ринку. Зважаючи на це Капітана Марвела часто помилково називають «Shazam». Після перезапуску всіх коміксів DC в 2011 році, персонаж остаточно почав називатися «Шазамом».

## Історія публікацій

### Розробка та джерела натхнення
Після успіху нових супергероїв  National Comics, Бетмена і Супермена, компанія Fawcett Publications в 1939 утворила свій власний підрозділ, що займається коміксами. Fawcett найняли сценариста коміксів Білла Паркера, щоб створити кілька персонажів-героїв для першої серії в їх лінії, названої Flash Comics. Крім написання історій, що описують Ібіса Непереможного, Шпигуна Руйнівник (англ. Spy Smasher), Золоту стрілу, Ленса О'Кейсі, Скіпа Сміта і Дена Дейра для серії, Паркер також написав історію про команду з шести супергероїв, кожен з яких володів особливою силою, даною йому міфологічної фігурою. Виконавчий директор Fawcett Comics, Ральф Дайго вирішив, що краще буде об'єднати шістьох героїв в одному, який буде носієм усіх шести сил. Паркер погодився, створивши персонажа, якого він назвав «Капітан Грім». Штатний художник Чарльз Кларенс Бек розробив дизайн і проілюстрував історію Паркера, намалювавши її в стилі мультиплікації, що стало його відмінною рисою. «Коли Білл Паркер і я почали працювати над першим коміксом Fawcett в 1939 році, ми обидва бачили, як погано написані й ілюстровані комікси про супергероїв», розповів Бек в інтерв'ю. «Ми вирішили дати нашим читачам справжній комікс, намальований у стилі комік-стрип і розповісти їм образну історію, засновану на побитих формулах pulp-журналів, але засновану на старих фольклорних історіях і класичних міфах.»
Перший випуск серії, надрукований одночасно в Flash Comics № 1 і Thrill Comics № 1, мав низький тираж восени 1939 року, як випуск, зроблений для рекламних цілей. Однак незабаром після друку, Fawcett виявила, що не може використовувати  назви «Капітан Грім», «Flash Comics» і «Thrill Comics», оскільки всі три вже використовувалися на той момент. Внаслідок цього серія була перейменована в Whiz Comics, і художни Fawcett Піт Костанца запропонував змінити ім'я Капітана Грома на «Капітан Чудесний» (англ. Captain Marvelous), яке редактори вирішили скоротити до «Капітан Чудо» (власне, англ. Captain Marvel). Бульбашки зі словами були змінені, історія та персонаж були перейменовані «Капітан Марвел», після чого історія був випущена в Whiz Comics № 2 (датований лютим 1940 року), випущений в кінці 1939 року.
Натхненню для Капітана Марвела посприяло безліч джерел. Його зовнішній вигляд був змодельований з  Фреда МакМюррея, популярного американського актора того часу, хоча і були порівняння також з Кері Грантом і Джеком Оукі. Засновник Fawcett Publications, Уіллфорд Фосетт, отримав прізвисько «Біллі Бетсон», а слідом за ним і персонаж Марвел. Ранні комікси Fawcett були озаглавлені  Captain Billy's Whiz Bang, які були натхненні Whiz Comics. На додаток, Fawcett взяла кілька елементів, які зробили Супермена першим популярним героєм коміксів (суперсилу і швидкість, науково-фантастичні історії, альтер-его репортера) і впровадила їх в Капітана Марвела. Директор з розповсюдження Fawcett Роско Кент Фосетт розповів про своєму зверненні до співробітників: «дайте мені Супермена, тільки зробіть його альтер-его 10- або 12-річним хлопчиком, а не чоловіком».
В результаті Капітан Марвел отримав як альтер-его 12-річного хлопчика Біллі Бетсона. В оригінальній історії, розказаної в Whiz Comics, Біллі, бездомний газетяр, був проведений загадковим незнайомцем через секретний тунель метро. Дивна машина без водія повезла їх повз семи статуй, що зображали Сім Смертельних Ворогів Людини (Гордість, Заздрість, Жадібність, Ненависть, Егоїзм, Лінь і Несправедливість), в печеру чарівника Шазама, який дає Біллі силу ставати дорослим супергероєм Капітаном Марвелом і показує йому його життя, після чого падає на голову Шазама. Проте привид чарівника говорить Біллі, що він буде давати йому поради, коли жаровня буде запалена. Щоб трансформуватися в Капітана Марвела, Біллі повинен вимовити ім'я чарівника, що є акронімом шести легендарних людей, які погодилися дати свої сили готовому: мудрість Соломона (Solomon), силу Геракла (Hercules), стійкість Атласу (Atlas), міць Зевса (Zeus), сміливість Ахіллєса (Achilles) і швидкість  Меркурія (Mercury) (тобто SHAZAM). Вимова слова виробляє магічну блискавку, яка трансформує Біллі в Капітана Марвела; повторення слова виробляє блискавку, яка звертає ефект — трансформує Марвела в Біллі.

### Перезапуск The New 52
У 2011 році DC Comics перезапустила більшість своїх серій, що утворило лінійку New 52. Одна з перезапущена серій, Justice League, описала історію Shazam! У випуску № 7 в березні 2012 році. Випуск, написаний Джеффом Джонсом і намальований Гері Френком, представив Біллі Бетсона і його другорядних персонажів у новій всесвіту DC.. У ході редизайну Капітан Марвел отримав новий костюм, розроблений Френком, з довгим плащем і капюшоном, і Джонс зазначив, що місце персонажа в світі буде «куди більше вкорінене в фентезі та магії, ніж будь-коли раніше.» Персонаж так само був офіційно перейменований в «Шазам» до того часу.
У цій новій серії Біллі Бетсон описаний, як зарозумілий і проблемний п'ятнадцятирічний підліток, що живе в Філадельфії, який до моменту початку історії пройшов через кілька прийомних сімей і не підозрює про свою долю, яка чекає його, у той час, як його приймає нова сім'я. Після його переїзду його нові батьки і брати і сестри — серед них переглянуті версії Мері Бетсон і Фредді Фрімана — намагаються інтегрувати його в свої життя.
Доктор Шива, схиблений на легенді про давнє магічному воїна Чорному Адамі, знаходить його могилу і відкриває її, звільнивши мстивого і жорстокого воїна. Ця подія привертає до себе увагу Чарівника (у цій версії не має імені і зображеного, як австралійський абориген замість європейця), останнього з ради істот, які контролювали магію з фортеці, відомої, як Скала Вічності, поки їх усіх не вбив Чорний Адам. Justice League Том 2 № 0 (вересень 2012 року). Чарівник починає викрадати людей одного за іншим за допомогою магії, щоб перевіряти їх на можливість успадковувати його магічні сили, але відкидаючи кожного, оскільки у них недостатньо чисте серце.
Чарівник закликає Біллі на Скалу Вічності, як останнього кандидата, але зустрівши його бачить, наскільки він зіпсований і відмовляється від нього, поки Біллі не переконує його, що абсолютно хороші люди «не існують в реальності» і що Чарівник ніколи не знайде того, кого він шукає. Погодившись з Біллі — і знаючи, що вмирає — Чарівник бачить, що в Біллі є потенціал стати хорошим і передає йому свої сили, попросивши його сказати слово «Шазам» з «хорошими намірами», оскільки просто слово не має ефекту. Після проголошення слова Біллі вдаряє блискавкою, яка трансформує його в Шазама — істоту, що володіє суперсилою і польотом. Чарівник потім зникає, телепортує Шазама назад на Землю, де Біллі розкриває свій секрет Фредді і двоє приходять до плану допомагати городянам за гроші.

## Сили і здібності
Коли Біллі Бетсон вимовляє магічне слово «Шазам!» та перетворюється у Капітана Марвела, він отримує наступні здібності:
| S | що означає Мудрість Соломона (англ. Solomon)    | Капітан Марвел має доступ до величезної кількості наукових знань, включаючи знання мов та наук. Він володіє ейдетичною пам'яттю та гострим розумом, що дозволяє йому читати та розшифровувати ієрогліфи, пам'ятати все, що він коли-небудь дізнавався та може вирішувати дуже великі математичні рівняння. Він також володіє розумінням божественних явищ у світі смертних. Мудрість Соломона також дає йому пораду коли б він не потребував її. У ранніх історіях сила Соломона також давала Марвелу здатність гіпнотизувати людей. (Соломон єдина фігура в цьому списку, не пов'язана з греко-римською міфологією.) |
| H | що означає Сила Геракла (англ. Hercules)        | Сила Геракла дає Марвелу неймовірну силу, що робить його одним з найсильніших персонажів у всесвіті DC. Він здатний з легкістю гнути сталь, пробивати стіни та піднімати великі об'єкти (включаючи цілі континенти, як Південна Америка). У коміксах його силу порівнюють з тією що у Супермена. |
| A | що означає Стійкість Атланта (англ. Atlas)      | Використовуючи стійкість Атланта, Капітан Марвел може протистояти найекстремальнішим видам атак, та зцілюватися від пошкоджень. На додаток до цього він має надприродний метаболізм, що запобігає втомі, спразі та голоду. |
| Z | що означає Міць Зевса (англ. Zeus)              | Міць Зевса заряджає магічну блискавку, яка перетворює Біллі у Капітана Марвела, а також підвищує всі фізичні та ментальні здібності, що дає йому опір до магічних заклинань та атак. Марвел також може використовувати магічну блискавку, як зброю, підставляючи під її удар свого супротивника або ціль. Магічна блискавка має кілька можливих застосувань, вона може зцілювати Марвела від пошкоджень, заряджати магічні заклинання та інші. |
| A | що означає Хоробрість Ахіллеса (англ. Achilles) | Цей аспект дає Марвелу сміливість Ахіллеса, що надає йому мужність. У одній історії стверджується, що цей аспект надає йому бійцівські навички. Також він має майже абсолютну невразливість проти психологічних атак. |
| M | що означає Швидкість Меркурія (англ. Mercury)   | Користуючись швидкістю Меркурія Капітан Марвел може рухатися з надлюдською швидкістю та літати, хоча в більш ранніх коміксах він міг лише стрибати на величезні відстані. До 1985 року він мав можливість літати до Скелі Вічності, летячи швидше за швидкість світла. |